# Malika Khalil
Pour les articles homonymes, voir Khalil.
Malika Khalil (en arabe : مالكة خليل) est une femme politique marocaine. 
Elle a été élue députée dans la liste nationale, lors des élections législatives marocaines de 2016 avec le Parti authenticité et modernité. Elle fait partie du groupe parlementaire du même parti, et elle est membre de la Commission de justice, de législation et des droits de l'homme.